# Obafemi Martins
Obafemi Akinwunmi Martins (Lagos, Nigeria, 28 de octubre de 1984) es un exfutbolista nigeriano que jugaba en la posición de delantero centro. Fue internacional con la selección de fútbol nigeriana.

## Trayectoria

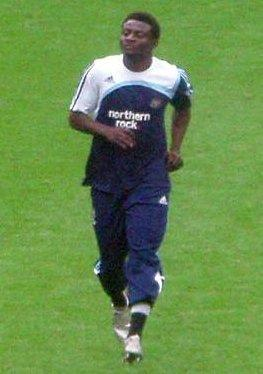
Martins entrenando en el Newcastle United

Se inició en las divisiones inferiores, del FC Ebedei de su país natal. Fue contratado, junto a su compañero Stephen Makinwa, en la Reggiana luego de estar a prueba. En aquel equipo jugó en dos ocasiones en la Serie C1.
Luego fue vendido al Inter de Milán por 750 000 euros más 279 000 en variables que fueron pagadas, siendo figura en la Serie A por su velocidad. Siguió teniendo éxito durante su estadía en Italia, lo que le valió sus múltiples convocatorias a la selección de su país. En 2006 fue transferido al Newcastle United, ya que el equipo italiano contrató dos nuevos delanteros. En Inglaterra jugó durante 3 años, con altos y bajos, destacando en la Premier League. A mediados de 2009 fue transferido al Wolfsburgo por 9 millones de libras, jugando muy poco durante un año. Después del mundial de Sudáfrica, es traspasado al Rubin Kazan, firmando un contrato por 3 años.
En 2011 fue cedido al Birmingham City. En este club metió el gol que le dio la victoria al Birmingham City frente al Arsenal por 2-1 a los 89' en la final de la Copa de la Liga de Inglaterra 2010-11.
El 14 de septiembre de 2012, se confirmó su fichaje por el Levante U. D.

### Seattle Sounders
El 15 de marzo de 2013 se anunció que el jugador era traspasado al Seattle Sounders FC de la Major League Soccer, tras pagar personalmente la cláusula de rescisión de su contrato con el Levante que se elevaba a 3 000 000 €.
Martins terminó su segunda temporada con Seattle en 2014 como el máximo goleador del club y su líder en asistencias, siendo tomado en cuenta además para el premio al Jugador Más Valioso. Apenas iniciada la postemporada en 2014, Martins extendió su contrato con los Sounders por varios años más el 28 de octubre de 2014.
Comenzó la temporada 2015 anotando un gol en la victoria 3-0 sobre el New England Revolution el 8 de marzo.

## Selección nacional
Ha defendido a la selección nigeriana en múltiples oportunidades. Debutó el 29 de mayo de 2004 contra Irlanda. En cuanto a fases de clasificación, Martins jugó 18 partidos entre 2004 y 2009, en los que anotó 18 goles.
También ha participado en tres ocasiones en la Copa Africana de Naciones, en 2006 (5 goles en 6 partidos), 2008 (3 partidos) y 2010 (3 goles en 4 partidos). Además de 6 amistosos en los que convirtió en 4 ocasiones.
Llegó a jugar el Mundial de Sudáfrica en 2010, cuando jugaba en el Wolfsburgo alemán. En aquel campeonato jugó 2 partidos (71 minutos en total), contra las selecciones de Argentina y Corea del Sur.

### Participaciones en Copas del Mundo
| Mundial                        | Sede      | Resultado    |
| ------------------------------ | --------- | ------------ |
| Copa Mundial de Fútbol de 2010 | Sudáfrica | Primera fase |

### Participaciones en Copa Internacionales
| Copa                           | Sede   | Resultado        |
| ------------------------------ | ------ | ---------------- |
| Copa Africana de Naciones 2006 | Egipto | Tercer lugar     |
| Copa Africana de Naciones 2008 | Ghana  | Cuartos de final |
| Copa Africana de Naciones 2010 | Angola | Tercer lugar     |

## Clubes
| Club                           | País           | Año       |
| ------------------------------ | -------------- | --------- |
| A. C. Reggiana                 | Italia         | 2000-2001 |
| Inter de Milán                 | Italia         | 2001-2006 |
| Newcastle United F. C.         | Inglaterra     | 2006-2009 |
| VfL Wolfsburgo                 | Alemania       | 2009-2010 |
| Rubin Kazán                    | Rusia          | 2010-2012 |
| Birmingham City F. C. (cedido) | Inglaterra     | 2011      |
| Levante U. D.                  | España         | 2012-2013 |
| Seattle Sounders F. C.         | Estados Unidos | 2013-2015 |
| Shanghái Shenhua               | China          | 2016-2019 |
| Shanghái Shenhua               | China          | 2020      |
| Wuhan Zall F. C.               | China          | 2020      |

## Palmarés

### Campeonatos nacionales
| Título                        | Club                   | País           | Año     |
| ----------------------------- | ---------------------- | -------------- | ------- |
| Copa de Italia                | Inter de Milán         | Italia         | 2004-05 |
| Supercopa de Italia           | Inter de Milán         | Italia         | 2005    |
| Copa de Italia                | Inter de Milán         | Italia         | 2005-06 |
| Serie A                       | Inter de Milán         | Italia         | 2005-06 |
| Copa de la Liga de Inglaterra | Birmingham City F. C.  | Inglaterra     | 2010-11 |
| Copa de Rusia                 | Rubin Kazán            | Rusia          | 2011-12 |
| Supercopa de Rusia            | Rubin Kazán            | Rusia          | 2012    |
| Lamar Hunt U.S. Open Cup      | Seattle Sounders F. C. | Estados Unidos | 2014    |
| Supporter's Shield            | Seattle Sounders F. C. | Estados Unidos | 2014    |
| Copa de China                 | Shanghái Shenhua       | China          | 2017    |

### Copas internacionales
| Título         | Club                   | País       | Año  |
| -------------- | ---------------------- | ---------- | ---- |
| Copa Intertoto | Newcastle United F. C. | Inglaterra | 2006 |

### Distinciones individuales
| Distinción                       | Año  |
| -------------------------------- | ---- |
| Mejor futbolista joven de África | 2003 |
| Mejor futbolista joven de África | 2004 |